# Tormás
Tormás es un pueblo ubicado en el distrito de Hegyhát, en el condado de Baranya, Hungría.

## Superficie
Posee una superficie de 24,70 kilómetros cuadrados.

## Demografía
Hasta 2019 la población era de 250 habitantes, con una densidad de población de 10,12 habitantes por kilómetro cuadrado.